# Синтија Олаварија
Синтија Олаварија (шп. Cynthia Olavarría) је порториканска глумица и манекенка.

## Филмографија

### Теленовеле
| Година:   | Српски назив:          | Оригинални назив: | Улога:              |
| --------- | ---------------------- | ----------------- | ------------------- |
| 2012-2013 | /                      |                   | Дијана Меркадер     |
| 2011.     | Моје срце куца за Лолу |                   | Софија Паласиос     |
| 2010.     | Неко те посматра       |                   | Лусија Луси Салдана |